# Thymus alpestris
Il timo alpestre (nome scientifico Thymus alpestris Tausch ex A.Kern., 1881) è una pianta perenne della famiglia delle Lamiaceae.

## Etimologia
Il nome generico (Thymus) deriva da un antico nome greco usato da Teofrasto (371 a.C. – Atene, 287 a.C.), un filosofo e botanico greco antico, discepolo di Aristotele, autore di due ampi trattati botanici, per una pianta profumata utilizzata come incenso nei sacrifici. L'epiteto specifico (alpestris) indica un habitat relativo alle montagne basse (Alpi inferiori).
Il nome scientifico è stato dato inizialmente dal botanico boemo Ignaz Friedrich Tausch (1793 – 1848), perfezionato successivamente dal botanico austriaco, professore all'Università di Vienna, Anton Joseph Kerner Ritter von Marilaun (1831 – 1898) nella pubblicazione "Schedae ad Floram Exsiccatam Austro-Hungaricum. Vindobonæ - 1: 56. 1881" del 1881.

## Descrizione

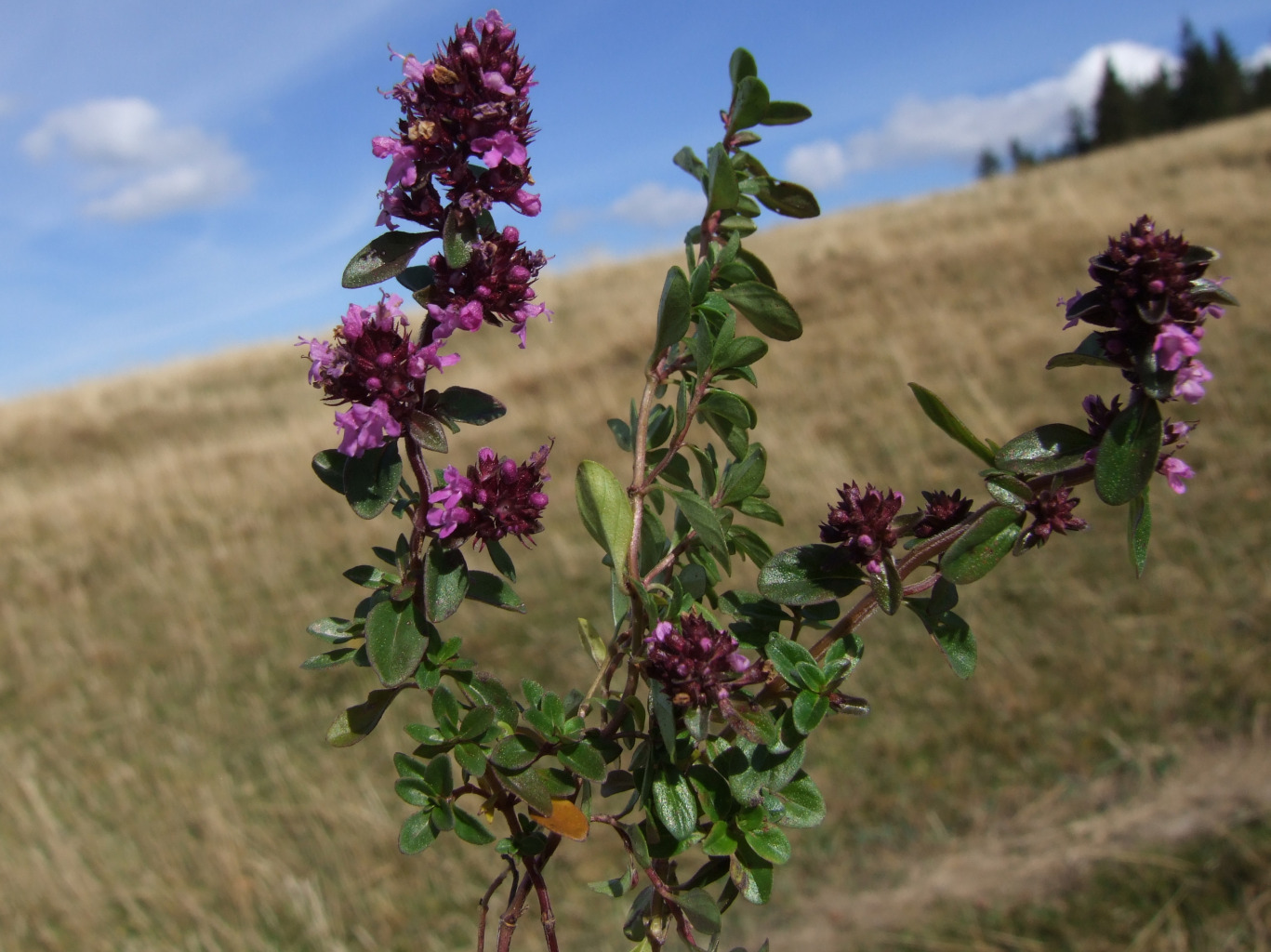
Il portamento

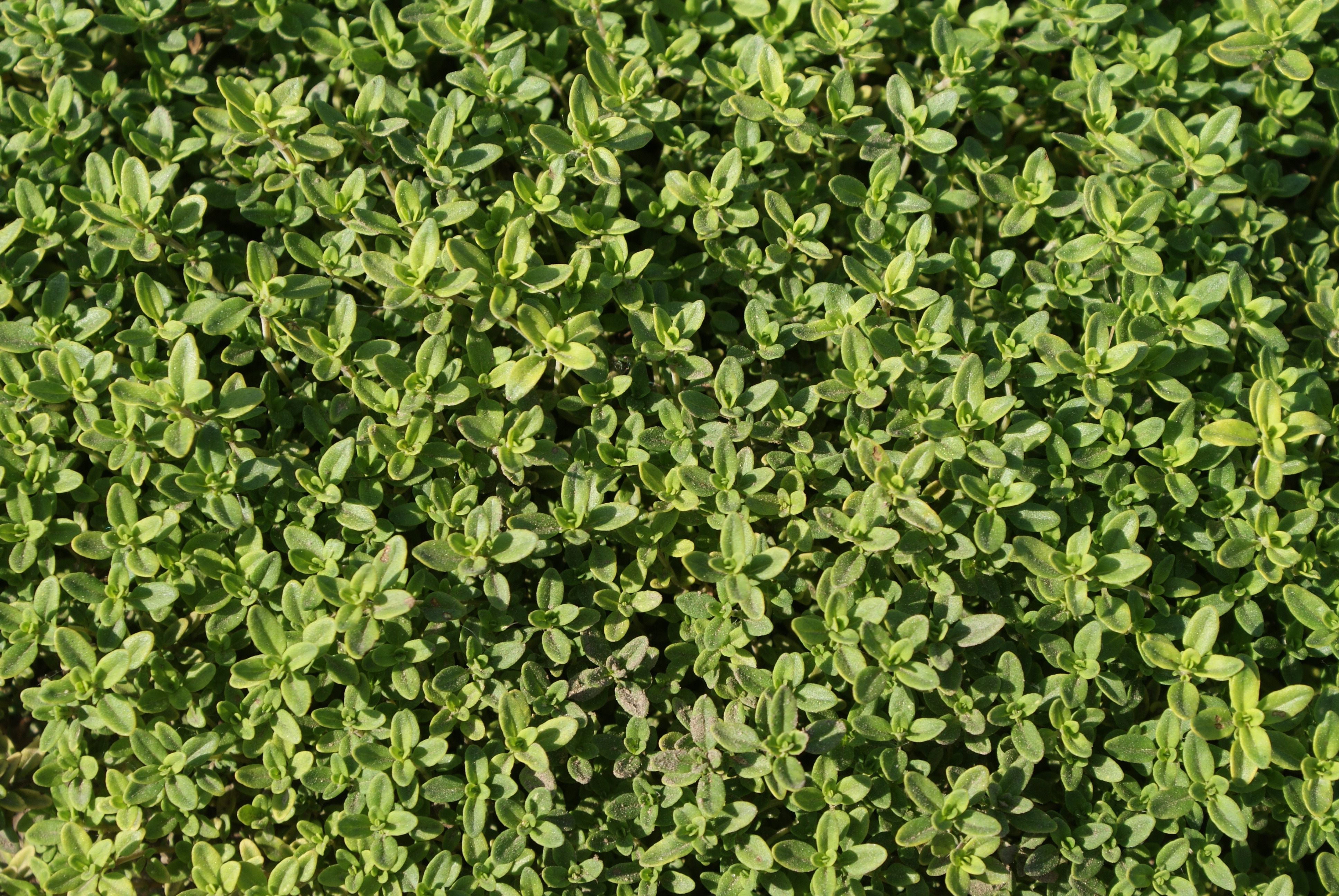
Le foglie

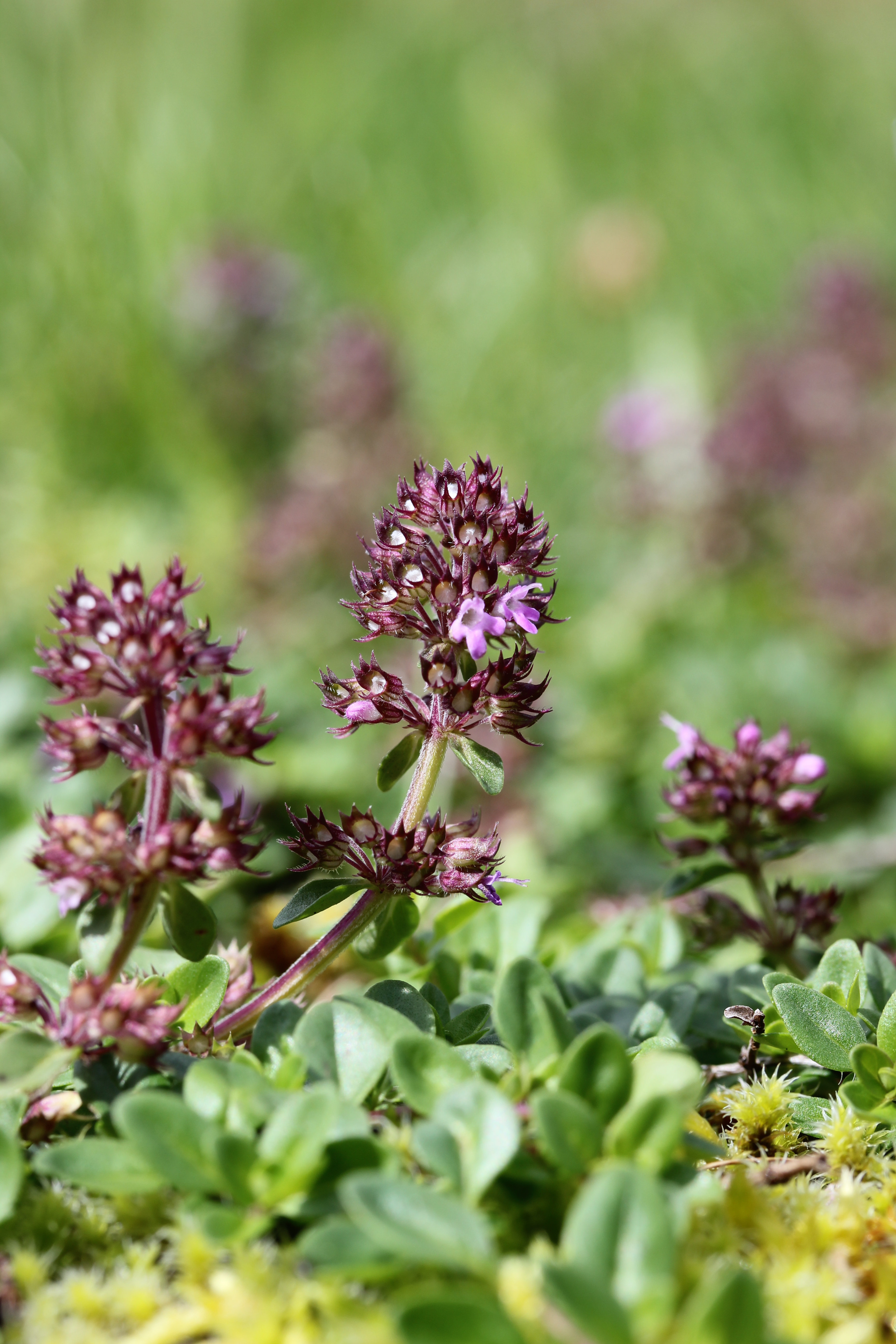
Infiorescenza

Queste piante arrivano ad una altezza di 8 – 15 cm (minimo 5 cm; massimo 30 cm). La forma biologica è camefita reptante (Ch rept), sono piante che si distinguono per l'accrescimento degli organi aderente al suolo, con carattere strisciante. In questa pianta sono presenti delle ghiandole essenziali.

### Radici
Le radici sono secondarie da rizoma.

### Fusto
La parte aerea del fusto è pseudostrisciante o raramente strisciante. Il fusto è tetragono, con una sezione quadrangolare, a causa della presenza di fasci di collenchima posti nei quattro vertici. La superficie è ricoperta da peli deflessi (inclinati verso il basso) lunghi 0,3 mm anfitrichi (in modo alternato e sulle facce opposte ad ogni internodo) o talvolta più o meno goniotrichi (solo sui quattro angoli). 

### Foglie
Le foglie, picciolate, lungo il fusto sono disposte in modo opposto (in genere a 2 a 2) e ogni coppia successiva è disposta ad angolo retto rispetto alla sottostante. La forma varia da ovata a lanceolata. La proporzione fra larghezza/lunghezza varia da 1:1,8 a 1:2,5. Le foglie sono progressivamente ingrandite verso l'apice. La consistenza è coriacea e la superficie è glabra con nervi deboli (sono poco rilevanti è più o meno verdi). I fascetti basali e le stipole sono assenti.

### Infiorescenza
Le infiorescenze sono formate da alcuni fiori raccolti in verticilli spicati eretti a forma da sferica a ovoide (le infiorescenze si trovano nella porzione superiore dei fusti). I verticilli sono terminali o (nel caso di infiorescenze allungate) ascellari distribuiti lungo il fusto più o meno spaziati. Le brattee dell'infiorescenza sono simili alle foglie.

### Fiore
I fiori sono ermafroditi, zigomorfi, tetrameri (4-ciclici), ossia con quattro verticilli (calice – corolla – androceo – gineceo) e pentameri (5-meri: la corolla e il calice, ossia il perianzio, sono a 5 parti).
- Formula fiorale. Per la famiglia di queste piante viene indicata la seguente formula fiorale:

X, K (5), [C (2+3), A 2+2] G (2), supero, 4 nucule
- Calice: il calice del fiore è del tipo gamosepalo e distintamente bilabiato (zigomorfo), con forme campanulate (convesso sul dorso) e terminate con 5 denti acuti disuguali: tre denti per il labbro superiore; due denti per quello inferiore. La superficie del calice, pubescente, è percorsa da una decina (10 - 13) di nervature longitudinali. Le fauci sono pelose per peli cotonosi e candidi. Lunghezza del calice: 3 – 5 mm.
- Corolla: la corolla, gamopetala, è a simmetria bilabiata (zigomorfa) con struttura 1/3) terminante con 4 lobi patenti (due petali sono concresciuti). Il tubo è cilindrico-campanulato ed è ricoperto in parte dal calice. Il labbro superiore è piegato all'insù; il labbro inferiore ha tre lobi oblunghi. I lobi sono appena smarginati. Il colore è da rosa a purpureo. Lunghezza della corolla: 5 – 6 mm.
- Androceo: gli stami sono quattro (manca il mediano, il quinto) didinami (una coppia è più lunga); sono tutti fertili e sporgono spaziati dal tubo corollino. I filamenti, adnati alla corolla, sono divergenti e ravvicinati al labbro superiore della corolla. Le antere, hanno forme più o meno arrotondate, mentre le teche sono due e separate. I granuli pollinici sono del tipo tricolpato o esacolpato.
- Gineceo: l'ovario è supero formato da due carpelli saldati (ovario bicarpellare) ed è 4-loculare per la presenza di falsi setti divisori all'interno dei due carpelli. La placentazione è assile. Gli ovuli sono 4 (uno per ogni presunto loculo), hanno un tegumento e sono tenuinucellati (con la nocella, stadio primordiale dell'ovulo, ridotta a poche cellule).[12]. Lo stilo inserito alla base dell'ovario (stilo ginobasico) è del tipo filiforme e più o meno lungo come gli stami. Lo stigma è bifido con lobi subuguali. Il nettario è un disco alla base e intorno all'ovario più sviluppato anteriormente e ricco di nettare.
- Fioritura: fiorisce nel periodo che va da (aprile) maggio a agosto.

### Frutti
Il frutto è uno schizocarpo composto da 4 nucule (tetrachenio) secche, con forme da ovoidi a oblunghe, con superficie liscia e glabra. L'endosperma è scarso o assente.

## Riproduzione
- Impollinazione: l'impollinazione avviene tramite insetti tipo ditteri e imenotteri, raramente lepidotteri (impollinazione entomogama).[8][13]
- Riproduzione: la fecondazione avviene fondamentalmente tramite l'impollinazione dei fiori (vedi sopra).
- Dispersione: i semi cadendo a terra (dopo essere stati trasportati per alcuni metri dal vento – disseminazione anemocora) sono successivamente dispersi soprattutto da insetti tipo formiche (disseminazione mirmecoria).

## Distribuzione e habitat

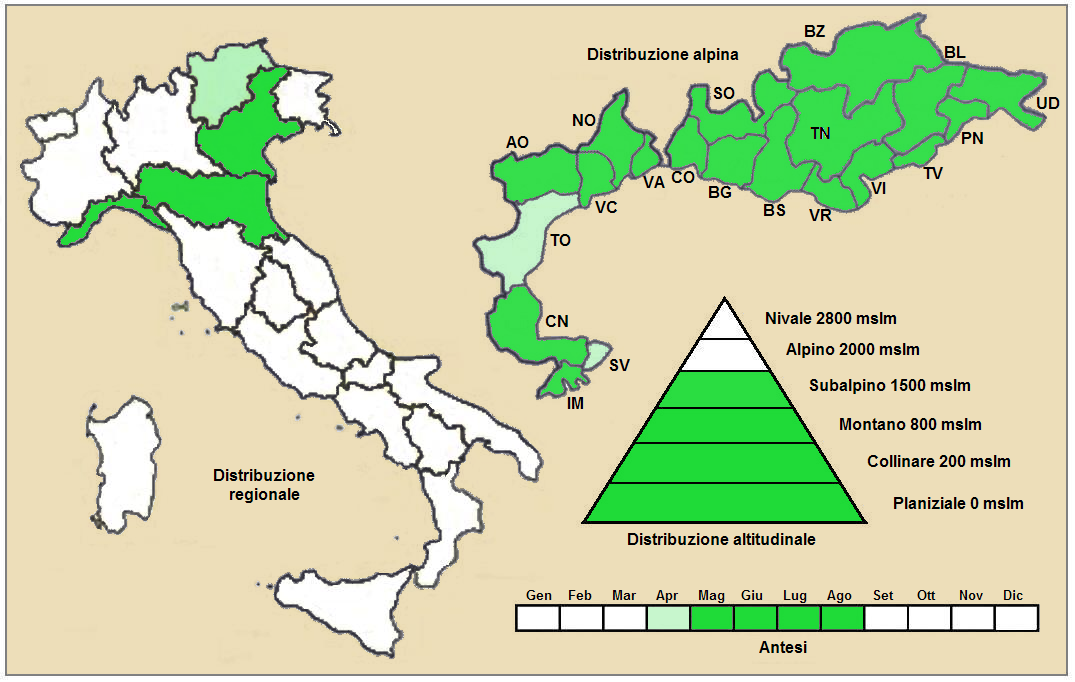
Distribuzione della pianta
(Distribuzione regionale – Distribuzione alpina)

- Geoelemento: il tipo corologico (area di origine) è Orofita - Centroeuropeo.
- Distribuzione: in Italia è una specie rara e si trova solamente al Nord (Alpi). È più frequente sul versante nord delle Alpi. Sugli altri rilievi europei collegati alle Alpi si trova nella Foresta Nera, Vosgi, Massiccio del Giura, Massiccio Centrale, Pirenei e Carpazi.[15]
- Habitat: l'habitat tipico sono i prati aridi e le praterie rase dal piano collinare a quello subalpino, anche le praterie rocciose e pietrose, compresi i prati e i pascoli mesofili. Il substrato preferito è calcareo ma anche siliceo con pH neutro, bassi valori nutrizionali del terreno che deve essere secco.[15]
- Distribuzione altitudinale: sui rilievi queste piante si possono trovare fino a 1500 m s.l.m. e oltre; frequentano quindi i seguenti piani vegetazionali: collinare, montano e subalpino (oltre a quello planiziale – a livello del mare).

### Fitosociologia
Dal punto di vista fitosociologico alpino Thymus alpestris appartiene alla seguente comunità vegetale:
- Formazione: delle comunità a emicriptofite e camefite delle praterie rase magre secche

- Classe: Festuco-Brometea

- Ordine: Brometalia erecti

- Alleanza: Mesobromion

## Tassonomia
La famiglia di appartenenza della specie (Lamiaceae), molto numerosa con circa 250 generi e quasi 7000 specie, ha il principale centro di differenziazione nel bacino del Mediterraneo e sono piante per lo più xerofile (in Brasile sono presenti anche specie arboree). Per la presenza di sostanze aromatiche, molte specie di questa famiglia sono usate in cucina come condimento, in profumeria, liquoreria e farmacia. La famiglia è suddivisa in 7 sottofamiglie: il genere Thymus è descritto nella tribù Mentheae (sottotribù Menthinae) appartenente alla sottofamiglia Nepetoideae.
Per questa specie il basionimo è: Thymus serpyllum f. alpestris Čelak.

### Variabilità interspecifica e specie simili
Il genere Thymus è molto difficile da "trattare" in quanto le varie specie sono molto simili ad un esame superficiale. Solamente dopo una analisi completa del portamento compreso l'apice vegetativo e i rami laterali è possibile identificare un campione. Fondamentalmente si possono trovare tre tipi di portamento:
- (1) "repente": i fusti sono striscianti e radicanti ai nodi e terminano con un apice solamente foglioso (i fiori si trovano solamente sui rami laterali eretti);
- (2) "pseudorepente": come sopra ma tutti gli apici sono fioriferi;
- (3) "suberetto": il fusto è brevemente strisciante e tutti gli apici sono fioriferi.

Importante nell'identificare le varie specie è anche il riconoscimento del carattere dei peli lungo il fusto: tipo, lunghezza e distribuzione. In particolare si riconoscono tre tipi di distribuzione dei peli:
- "olotrica": i peli sono distribuiti tutto intorno al fusto;
- "anfitrica": i peli si trovano solamente sulle facce opposte, alternate ad ogni internodo;
- "goniotrica": i peli sono presenti solamente sugli angoli del fusto.

Anche il tipo di nervatura delle foglie è soggetta a variabilità interspecifica. Si distinguono nervature "forti" quando i nervi sono più sporgenti e colorati diversamente (paglierino) rispetto alla superficie della foglia; e nervature "deboli" per nervi meno rilevanti e colorati più o meno di verde come le foglie.
La pianta di questa voce fa parte del Gruppo di Thymus serpyllum (Serpillo, Serpolino e Pepolino) comprendente (relativamente alla flora spontanea del territorio italiano) le seguenti specie (oltre a Thymus alpestris): Thymus kosteleckyanus Opiz, Thymus praecox Opiz, Thymus odoratissimus Mill., Thymus oenipontanus Heinr. Braun, Thymus thracicus Velen., Thymus longicaulis C. Presl e Thymus pulegioides L.. Le specie di questo gruppo sono molto simili tra di loro e spesso vengono confuse le une con le altre; i caratteri comuni a questo gruppo sono:
- la forma biologica può essere sia camefita reptante (Ch rept) che camefita suffruticosa (Ch suffr): nel primo caso gli organi sono aderenti al suolo, con carattere strisciante, nel secondo caso sono piante perenni e legnose alla base, con gemme svernanti poste ad un'altezza dal suolo tra i 2 ed i 30 cm (le porzioni erbacee seccano annualmente e rimangono in vita soltanto le parti legnose); spesso si trovano forme intermedie;
- i fusti sono legnosi alla base, più o meno prostrati o striscianti e spesso radicanti ai nodi;
- le foglie hanno una consistenza coriacea; la pelosità è variabile;
- le infiorescenze sono dense con forme da sferiche a ovali, più o meno allungate; gli apici fioriferi sono eretti;
- il calice è lungo 3 – 5 mm; la fauci sono ricoperte da un ciuffo di peli bianchi e cotonosi;
- il colore della corolla è da purpureo a rosa; la corolla è lunga 5 – 6 mm;
- il frutto è incluso nel calice che è persistente;

L'habitat tipico per queste specie sono i prati aridi di tipo steppico, le pietraie e le rupi soleggiate.

### Ibridi
In Italia questa pianta è facile trovarla come intermediario con le specie Thymus praecox Opiz. e Thymus pulegioides L..

### Sinonimi
Questa entità ha avuto nel tempo diverse nomenclature. L'elenco seguente indica alcuni tra i sinonimi più frequenti:
- Thymus alpestris f. albiflora Sigunov
- Thymus alpestris var. opizianus  P.A.Schmidt
- Thymus alpestris var. rubescens  Ronniger
- Thymus chamaedrys var. alpestris  (Celak.) Celak.
- Thymus serpyllum f. alpestris  Celak.
- Thymus serpyllum f. formosus  Lyka
- Thymus serpyllum f. orbicularis  Lyka
- Thymus serpyllum f. serta-saxorum  Lyka
- Thymus subalpestris  Klokov